# Maria Beneyto
María Beneyto Cuñat (Valencia, 14 de mayo de 1920 - Valencia, 14 de marzo de 2011) fue una poeta española que publicó su obra tanto en castellano como en valenciano.

## Biografía
Nació en Valencia el 14 de mayo de 1920. Cuando tenía tres años se marchó con su familia a Madrid, ciudad donde permaneció hasta 1937. Su padre intentó probar suerte como autor teatral pero no obtuvo demasiado éxito. Una herencia familiar solventó las dificultades económicas.
En la década de 1950 conoció a un grupo de escritores, entre los que estaba el poeta Alejandro Gaos y Ricardo Orozco, director de una revista, El sobre literario, en la que publicó algún poema. Xavier Casp, le animó a escribir en catalán y le publicó en la editorial Torre su primera colección poética en esta lengua: Altra veu (1952). Un año después apareció en 1956 Ratlles a l’aire, que recibió el premio Ciudad de Barcelona. Compaginó su creación literaria en castellano y en valenciano. En 1992 recibió el Premio de las Letras de la Comunidad Valenciana y en 2003 el Premio de la Crítica en catalán.
Falleció el 16 de marzo de 2011 en Valencia.

## Obra
Su obra inicial fue en castellano: Canción olvidada (1947) y Eva en el tiempo (1952). Durante los años cincuenta publicó sus dos primeros poemarios en valenciano: Otra voz (1952) y Rayas al aire (1956). En 1958 realizó su primera obra en prosa; se trata de la novela en castellano La prometida. No volvió a publicar en valenciano hasta mediados de los años sesenta; de esta época son las novelas La gente que vive al mundo (1966) y La mujer fuerte (1967). El 1977 publicó el poemario Vidrio herido de sangre, y a continuación inició un largo periodo de silencio hasta 1993 en que publicó su Antología poética y los poemarios Tras sepulta la ternura y Poemas de las cuatro estaciones, además de tres poemarios en castellano Archipiélago (poesía inédita 1975-1993), Nocturnidad y alevosía y Hojas para algún día de noviembre, y una Antología poética. El 1994 apareció un nuevo poemario: Para desconocer la primavera. El año 1997 volvió a ser un año prolífico en cuanto a publicaciones. Vieron la luz una reedición de la novela La gente que vive al mundo, la antología Poesía (1952-1993) y un nuevo poemario: Elegías de la piedra quebradiza. En  2003 publicó su último poemario: Bressoleig al insomnio de la ira.
A lo largo de su carrera literaria ha sido antologada en diversas compilaciones de poesía, como Las voces de la medusa (1991), Paisaje emergente. Treinta poetas catalanas del siglo XX (1999), Contemporáneas. Antología de poetas de los Países Catalanes (1999) o Homenaje a la palabra. Veinticinco años de poesía al País Valenciano (1999), entre otros.
Esta trayectoria la sitúa como una de las principales figuras - junto con Vicent Andrés Estellés, Carmelina Sánchez-Cutillas o Joan Fuster - de la denominada generación poética valenciana de los cincuenta.

## Publicaciones
- Canción olvidada - 1947
- Eva en el tiempo - 1952
- Altra veu - 1952
- Ratlles a l'aire - 1952
- Poemas de la Ciudad - Joaquín Horta Editor. Barcelona, 1956.
- Tierra viva - 1956 (accésit premio Adonáis)
- La promesa - 1958
- La gente que vive al mundo - 2024
- La mujer fuerte - 1967
- Vidrio herido de sangre - 1977
- Antología poètica i els poemaris - 1993
- Després de soterrada la tendresa - 1993
- Poemes de les quatre estacions - 1993
- Archipiélago - 1993
- Nocturnidad y alevosía - 1993
- Hojas para algún día de noviembre - 1993
- Para desconocer la primavera      - 1994
- Bressoleig a l'insomni de la ira - 2003

## Reconocimientos
- Premio Valencia de Poesía por Criatura Múltiple (1954).[1]
- Accésit al Adonáis en por Tierra viva. (1955).[5]
- Premio Ciudad de Barcelona por Ratlles a l'aire (1956).[1]
- Premio Internacional Calvina Testzaroli (Italia) por Antología General  (1956).[1]
- Premio Ausiàs March (1976) por Vidre ferit de sang.[1]
- Premio de las Letras de la Generalidad (1992).[5]
- Premio de la Crítica de poesía catalana (2003).[5]
- En 2000 fue galardonada por las Cortes Valencianas, con ocasión del Día Internacional de la Mujer Trabajadora.[1]
- Premio Lluis Garner por el conjunto de su obra (2009).[5]
- Nombrada Escritora del año 2025 por la Acadèmia Valenciana de la Llengua (2025) [6]